# 地方交付税法
地方交付税法（ちほうこうふぜいほう、昭和25年5月30日法律第211号）は、地方団体（都道府県および市町村）が自主的にその財産を管理し、事務を処理し、および行政を執行する権能をそこなわずに、その財源の均衡化を図り、および地方交付税の交付の基準の設定を通じて地方行政の計画的な運営を保障することによって、地方自治の本旨の実現に資するとともに、地方団体の独立性を強化することに関する法律である。

## 主務官庁
- 総務省自治財政局交付税課